# 영은정
영은정은 대한민국 경상북도 의성군 신평면 청운리 791에 있다. 2013년 5월 28일 의성군의 문화유산 제14호로 지정되었다.

## 개요
영은정은 남원양씨동족부락인 청운리 청계마을 언덕에 조성된 정자이다.